# Rijksuniversiteit Groningen
De Rijksuniversiteit Groningen (RUG) is de universiteit in de Nederlandse stad Groningen. De universiteit is gesticht in 1614 en daarmee na de Universiteit Leiden de oudste nog bestaande universiteit van Nederland. Met circa 37.000 studenten en ongeveer 6.000 medewerkers is het een van de grootste Nederlandse universiteiten. 

## Naam en wapen

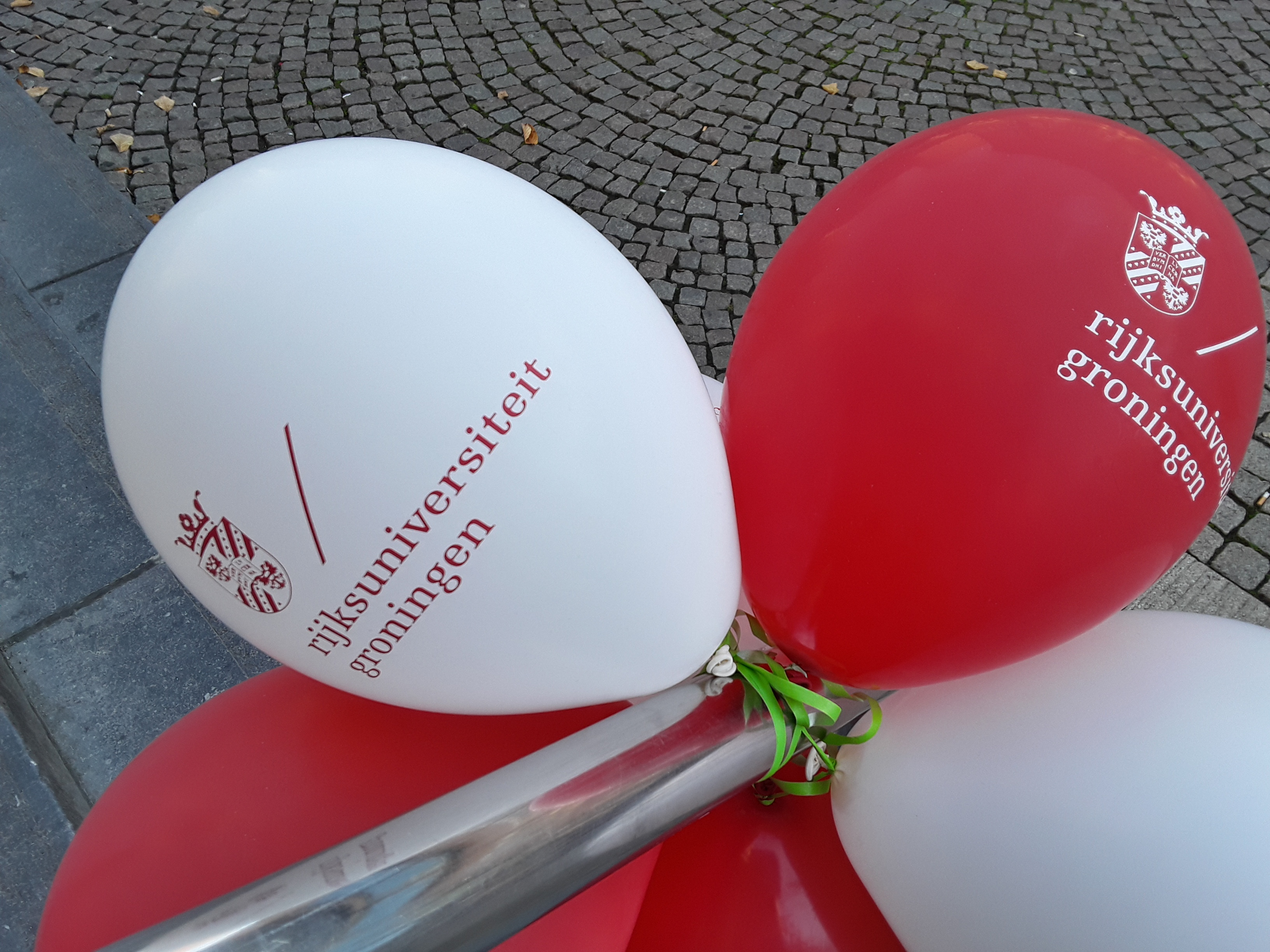
Ballonnen met het universiteitslogo

De universiteit zelf heeft sinds 1614 verschillende namen gevoerd: Hogeschool te Groningen, Universiteit van Stadt en Lande, Academia Provincalis Groningae et Omlandiae, Universitas Imperialis/ Université Impériale (Keizerlijke Universiteit), Academia Groningana (Academie van Groningen), Rijkshogeschool Groningen en sinds 1876: Rijksuniversiteit Groningen.
Het wapen van de universiteit, in 1615 vastgesteld door de Staten van Stad en Lande van Groningen, bestond uit het wapenschild van de provincie Groningen, dat een samenvoeging is van het stadswapen en het wapen van de Ommelanden. Dit provinciewapen is verdeeld in vier delen: linksboven en rechtsonder wordt het stadswapen afgebeeld, in de andere kwadranten het Ommelanderwapen. Op het wapenschild is een opengeslagen boek afgebeeld met de (afgekorte) tekst 'VER/BUM/DNI LU/CER/NA' die staat voor 'VERBUM DOMINI LUCERNA PEDIBUS NOSTRIS', Het woord des Heren is een lamp voor onze voeten, een zinsnede afkomstig uit Psalm 119:105. Het wapen wordt gedekt door een kroon, bestaande uit vijf bladeren en vier parels. Bij de vernieuwing van de huisstijl in 2008 is het wapen vereenvoudigd omdat dat handiger is bij digitale toepassingen.
De universiteit heeft haar christelijke identiteit achter zich gelaten en gekozen voor het motto: "Werken aan de grenzen van het weten". Tegenwoordig wordt echter meestal "founded in 1614 - top 100 university" gebruikt.
De afkorting RUG wordt door de universiteit alleen gebruikt in het Nederlands. In Engelse teksten en in contacten met het buitenland wordt "University of Groningen" (UG) gebruikt.

## Geschiedenis

### 17e en 18e eeuw

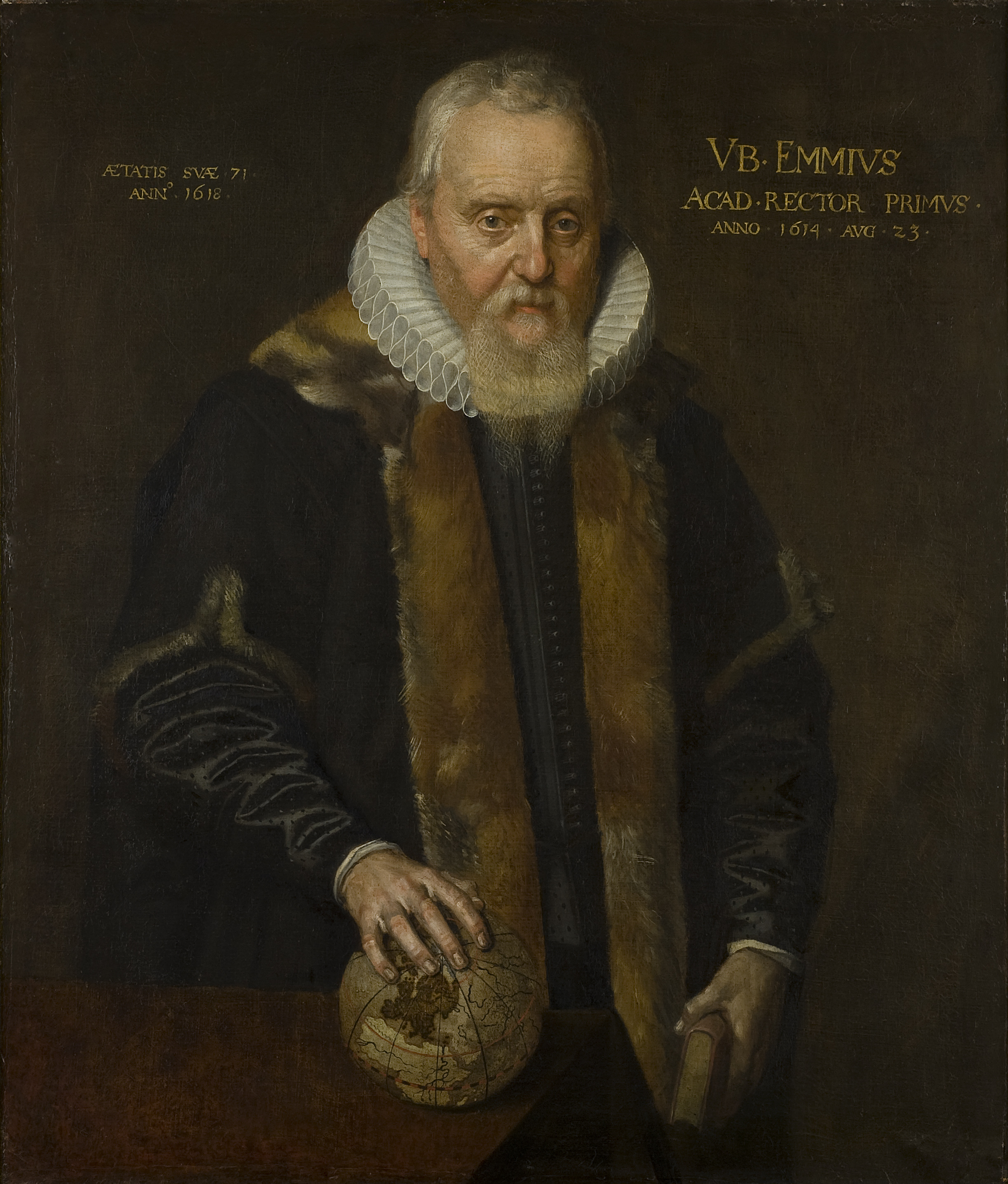
Ubbo Emmius, de eerste rector magnificus

De officiële opening van de RUG vond plaats op 23 augustus 1614, het jaar dat de Universiteit als Hogeschool werd gesticht. 
De Groningse universiteit startte met vier faculteiten: Protestantse Godgeleerdheid, Rechten, Geneeskunde en Filosofie. Ongeveer de helft van de studenten en docenten kwam in de zeventiende eeuw uit het buitenland. Zo kwam de eerste rector magnificus, Ubbo Emmius, uit Duitsland, zij het wel uit het nabijgelegen Oost-Friesland waarvan de taal vrijwel identiek is aan het Gronings. De eerste 75 jaren van haar bestaan ging het de universiteit voor de wind met een instroom van ongeveer honderd studenten per jaar.
Door theologische meningsverschillen, een moeizame relatie met de Staten en politieke perikelen – onder meer de belegering van de stad door 'Bommen Berend' in 1672 – stagneerde de ontwikkeling van de universiteit aan het eind van de zeventiende en in de achttiende eeuw. Er stonden gemiddeld twee- à driehonderd studenten ingeschreven. Wetenschappelijk lichtpunt in de tweede helft van de achttiende eeuw was Petrus Camper. Als patholoog-anatoom, veepestbestrijder en oprichter van de eerste chirurgische polikliniek was hij beroemd tot ver buiten de stadsgrenzen.
Ten gevolge van de Franse inlijving werd de Groningse universiteit in 1812 onderdeel van de Keizerlijke Universiteit. Eigenlijk wilde het Franse bestuur maar één universiteit in Nederland handhaven, en dat zou Leiden zijn. Een Franse inspectiecommissie bleek echter gecharmeerd van de stad en concludeerde dat de afstand tot Leiden vanuit het noorden wel erg groot was. Anders dan Utrecht, Franeker en Harderwijk bleef Groningen daarom open als universiteit.

### 19e eeuw
In 1815 (bij de totstandkoming van het Koninkrijk der Nederlanden) werd het een Rijkshogeschool. In 1850 kwam een nieuw Academiegebouw gereed dat de oude kloostergebouwen verving. 
Op 20 april 1871 schreef Aletta Jacobs zich als eerste vrouw in als volwaardige student aan de universiteit. In 1878 studeerde Jacobs af en in 1879 promoveerde ze.
In de loop van de 19e eeuw liep het aantal studenten echter steeds verder terug en in 1876 gingen er stemmen op in Den Haag om de universiteit maar op te heffen. Uiteindelijk werd echter besloten om de universiteit open te houden. De Wet op het Hoger Onderwijs in 1876 verbeterde de positie van de universiteit ingrijpend. De universiteit kreeg de naam Rijksuniversiteit Groningen, er werd behalve in het Latijn ook in het Nederlands gedoceerd en de universiteit kreeg naast een onderwijs- nu ook een onderzoekstaak.

### 20e en 21e eeuw

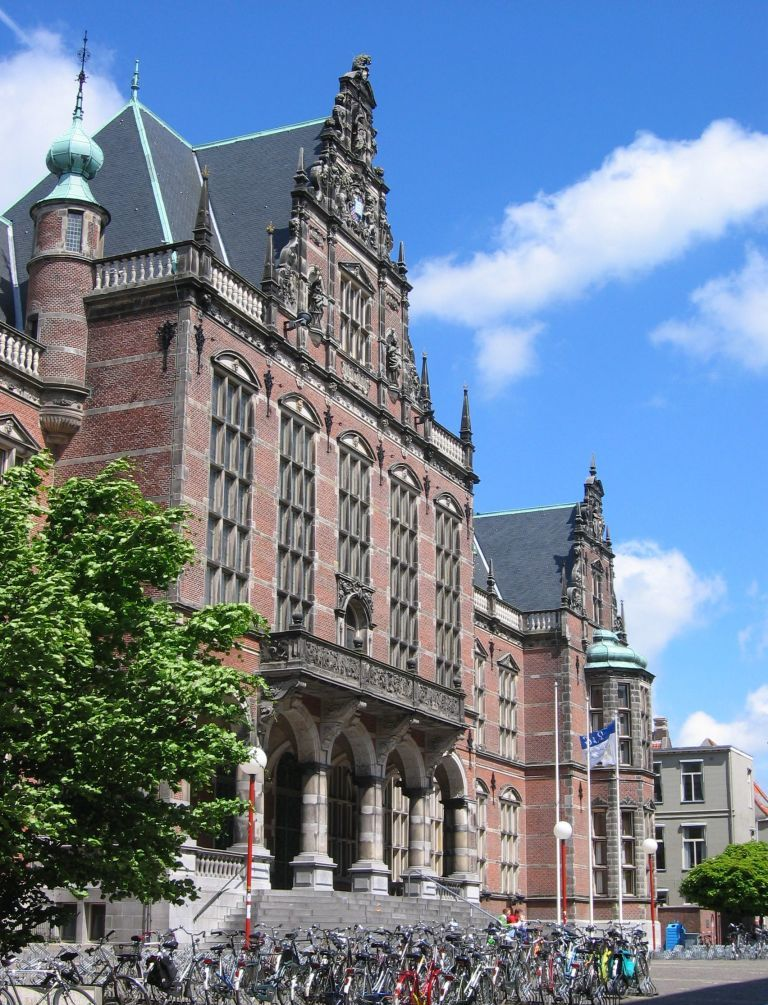
Academiegebouw (opgeleverd 1909, foto 2004)

Nadat het Academiegebouw in 1906 was afgebrand, dreigde de regering opnieuw de universiteit te sluiten. Uiteindelijk kwamen er gelden beschikbaar en werd in hoog tempo een nieuw gebouw neergezet. In 1909 werd dit (huidige) Academiegebouw voltooid. Dit gebouw aan de Broerstraat is nog steeds de hoofdvestiging van de RUG.
Bij het 300-jarig bestaan in 1914 stonden 611 studenten ingeschreven. Na een terugval in de crisisjaren en met name de Tweede Wereldoorlog (toen de universiteit in tegenstelling tot bijvoorbeeld Leiden wel openbleef), groeide het studentenaantal vanaf 1945 in hoog tempo tot 20.000 in 1994. In de 21e eeuw steeg het studentenaantal naar ongeveer 35.000.
In de jaren zeventig werkte de Rijksuniversiteit Groningen mee aan een universitair experiment. Onder leiding van de vroegere rector magnificus Prof. J. Snijders werd in 1976 in Leeuwarden gestart met een Friese dependance van de Rijksuniversiteit Groningen. Hier werd, in samenwerking met de Agogische Academie Fryslân (AAF), het Sociaal Hoger Onderwijs gevormd waarmee de samenwerking tussen hbo en universiteit moest verbeteren en er een interdisciplinaire sociaal-wetenschappelijke aanpak van het vakgebied 'welzijnsvraagstukken' ontwikkeld kon vormen. Friesland had daarmee 165 jaar na de opheffing van Academie in Franeker weer universitair onderwijs op eigen grondgebied. In 1985 kwam er eind aan deze opleiding en de AAF ging op in de Noordelijke Hogeschool Leeuwarden. 

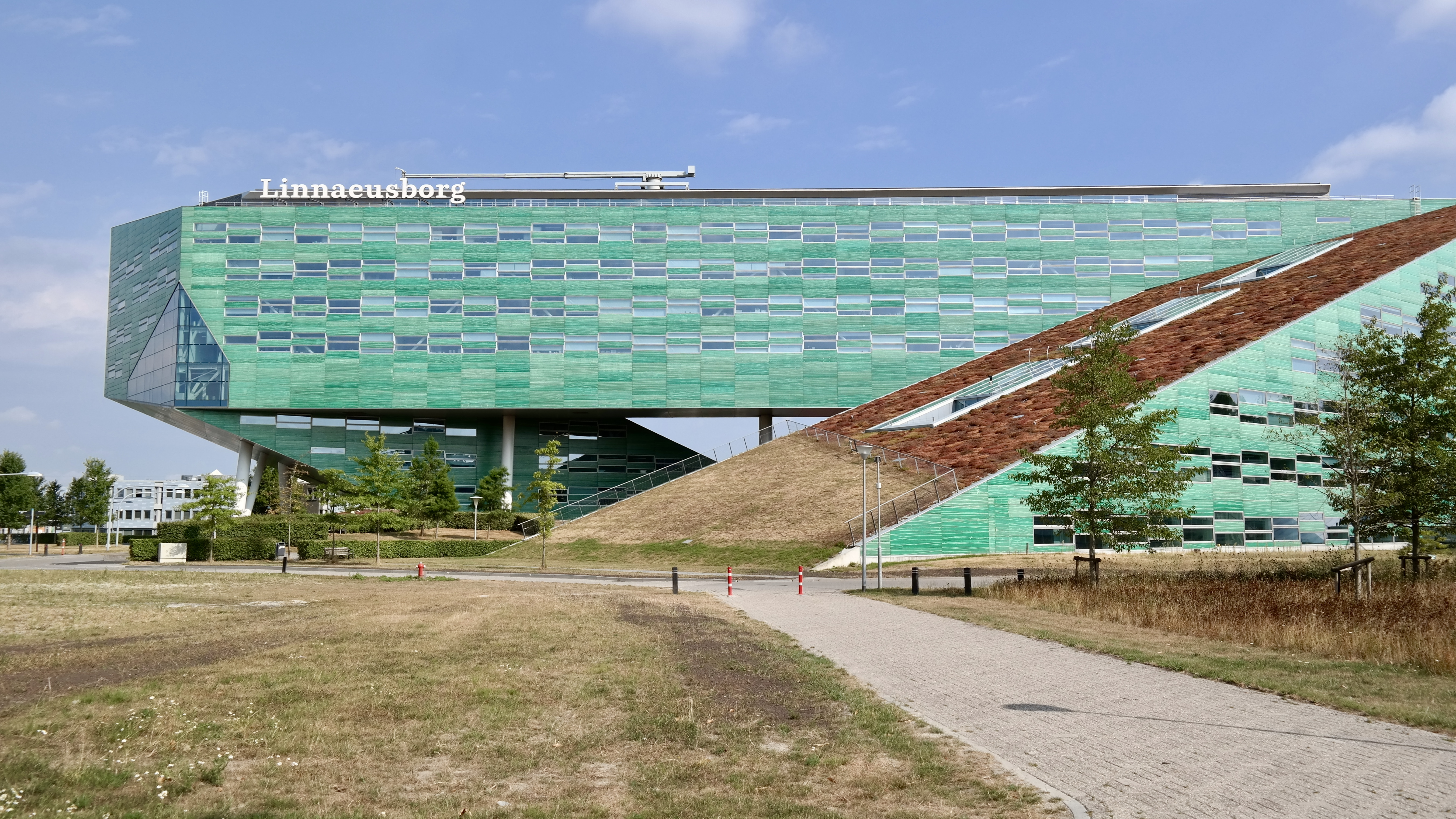
Het gebouw De Linnaeusborg van Rijksuniversiteit Groningen op het Zernikecomplex (foto augustus 2018)

Sinds 2018 heeft de Rijksuniversiteit onder de naam Campus Fryslân wederom een vestiging in Leeuwarden. In deze elfde faculteit is de in 2011 opgerichte University Campus Fryslân (UCF) geïntegreerd. Het doel van de campus is het aanbieden van brede bacheloropleidingen, masteropleidingen en promotie-opleidingen, waarbij de focus ligt op voor Fryslân relevante thema's zoals toerisme en zuivel.

## Organisatie

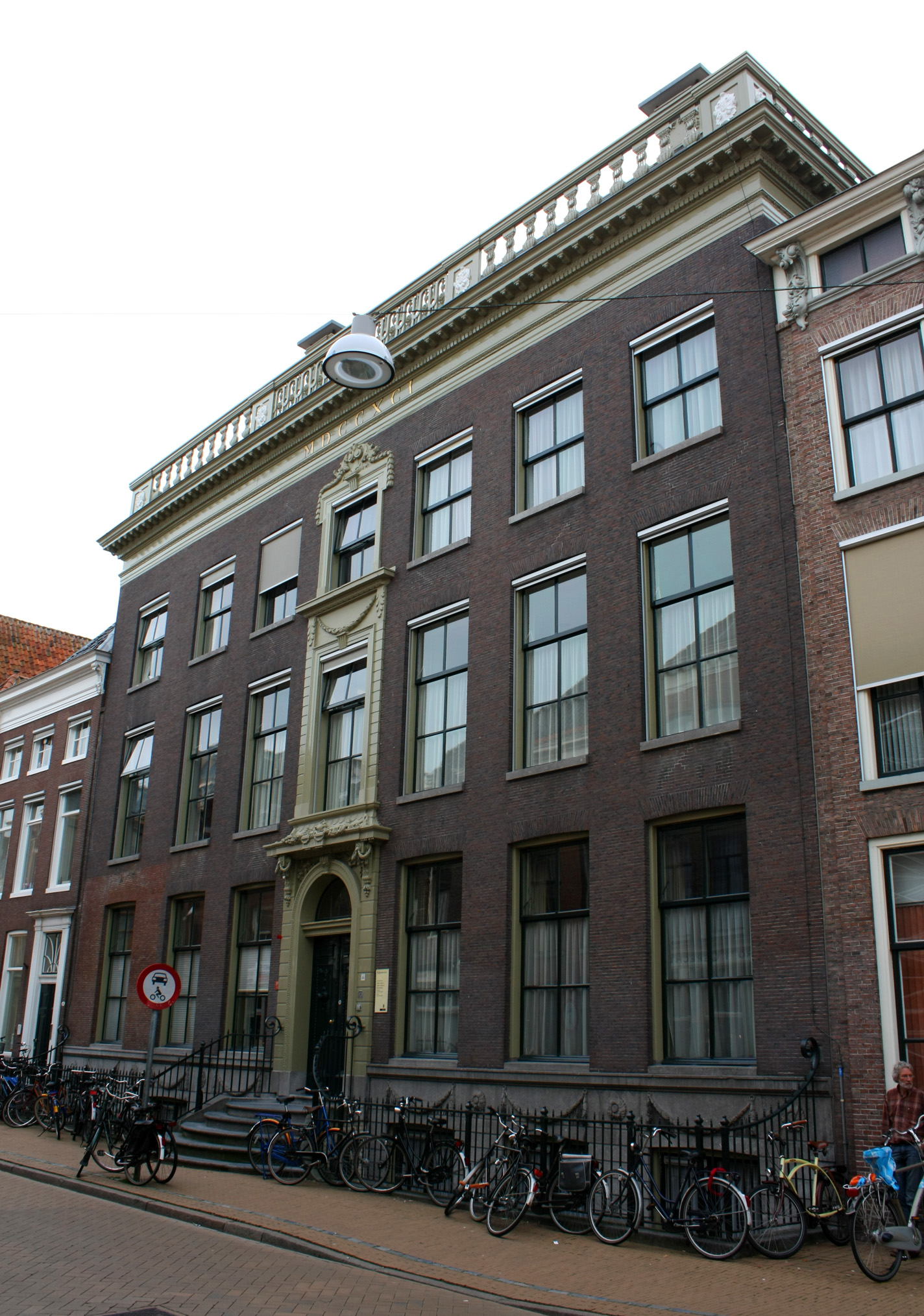
Bestuursgebouw, Oude Boteringestraat 44

De RUG telt circa 6000 medewerkers, waarvan ongeveer 3500 wetenschappelijk personeel is. De RUG is, na de Universiteit van Amsterdam en de Universiteit Utrecht, qua grootte de derde universiteit van Nederland en na het Universitair Medisch Centrum Groningen (UMCG) de grootste werkgever in de provincie Groningen.
De hoofdvestiging van de universiteit in Groningen is het Academiegebouw aan de Broerstraat. De faculteiten zijn verspreid over de binnenstad en het Zernikecomplex aan de noordkant van de stad. Uitzondering is Campus Fryslân die gevestigd is in het voormalige Beursgebouw in Leeuwarden. Plannen om een "branch campus" op te richten in het Chinese Yantai zijn in januari 2018 afgeblazen.
De Universiteitsbibliotheek bevindt zich tegenover het Academiegebouw. In het nabij gelegen Universiteitsmuseum zijn onder andere de collecties van het voormalige Anatomisch Museum, Volkenkundig Museum Gerardus van der Leeuw en Natuurmuseum samengebracht.

### Bestuur
Het bestuursgebouw van de Rijksuniversiteit staat in de Oude Boteringestraat. Het College van Bestuur (CvB) bestaat uit:
- Prof. dr. J. de Vries, voorzitter
- Drs. J.A.W.M. Biemans, lid College van Bestuur
- Prof. dr. ir. J. M. A. Scherpen, Rector Magnificus

Het CvB is het centrale bestuursorgaan van de universiteit. De leden worden benoemd door de Raad van Toezicht. Het College wordt ondersteund door het Bureau van de Universiteit

### Faculteiten
De RUG kent elf faculteiten:

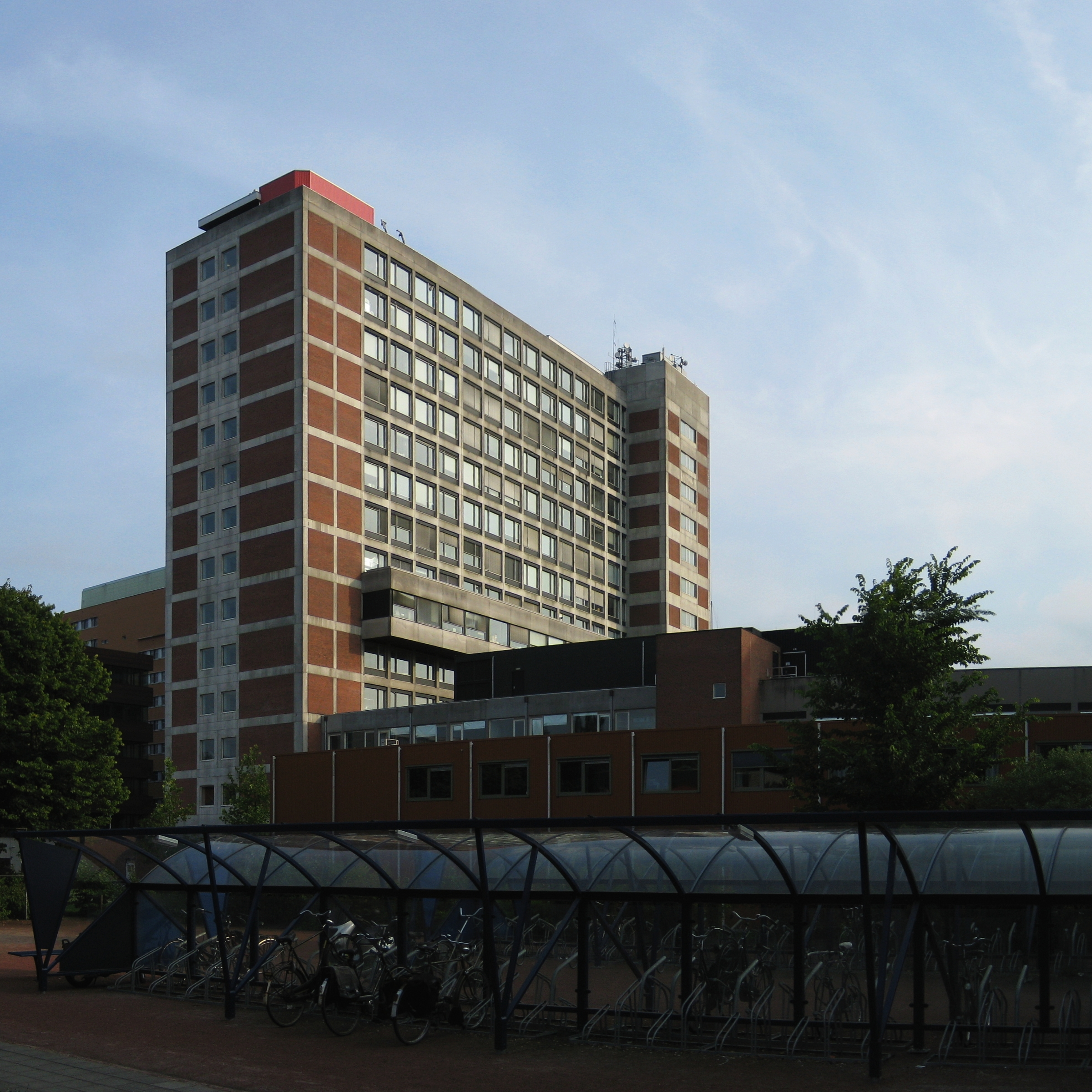
Medische Faculteit (foto 2009)

- Faculteit Economie en Bedrijfskunde[20] (Ontstaan in door een fusie van de Faculteit der Economische Wetenschappen (Economie) en de Faculteit Bedrijfskunde[21]
- Faculteit Religie, Cultuur en Maatschappij
- Faculteit Gedrags- en Maatschappijwetenschappen[22]
- Faculteit der Letteren[23]
- Faculteit Medische Wetenschappen (opleidingen zijn onderdeel van Universitair Medisch Centrum Groningen)
- Faculteit Rechtsgeleerdheid[24]
- Faculteit Ruimtelijke Wetenschappen[25]
- Faculteit Wijsbegeerte (Filosofie, vroeger de Centrale Interfaculteit genoemd)[26]
- Faculty of Science and Engineering (voorheen de faculteit Wiskunde en Natuurwetenschappen)[27]
- University College Groningen[28]
- Campus Fryslân in de stad Leeuwarden (Friesland) fungeert als elfde faculteit van de Rijksuniversiteit Groningen, waarin `University Campus Fryslân` (UCF) is geïntegreerd.

### Regionale en nationale samenwerking
De RUG werkt nauw samen met een aantal regionale partners, zoals bedrijven, hogescholen, Niet-gouvernementele organisaties en overheden, met andere Nederlandse universiteiten binnen de koepel Universiteiten van Nederland en met talloze andere Nederlandse onderzoeksinstellingen, zoals ASTRON, NIOZ en KNMI.

### Internationale samenwerking
De RUG wil haar positie in de top van het Europese en mondiale hoger onderwijs verder versterken. Daarom zoekt de RUG samenwerking met verschillende internationale netwerken en partners.
- Enlight,[30] een alliantie van 9 Europese universiteiten, The Guild of European research-intensive universities[31] en de Coimbra group,[32] een netwerk van 37 Europese multidisciplinaire universiteiten.
- Regionale partners (Europa): Universität Hamburg (UHH) en Carl von Ossietzky Universität Oldenburg, Papenburg Meyer Werft
- Wereldwijde strategische partners: Nanyang Technological University (Singapore), Osaka University (Japan), Macquarie University (Australia), Universitas Gadjah Mada (Indonesia), Universidad de Antioquia (Colombia), Universidad de Chile (Chile), Universidad Nacional Autónoma de México (Mexico), Universidade de São Paulo (Brazil), Universiteit Stellenbosch (South Africa)

## Onderzoek

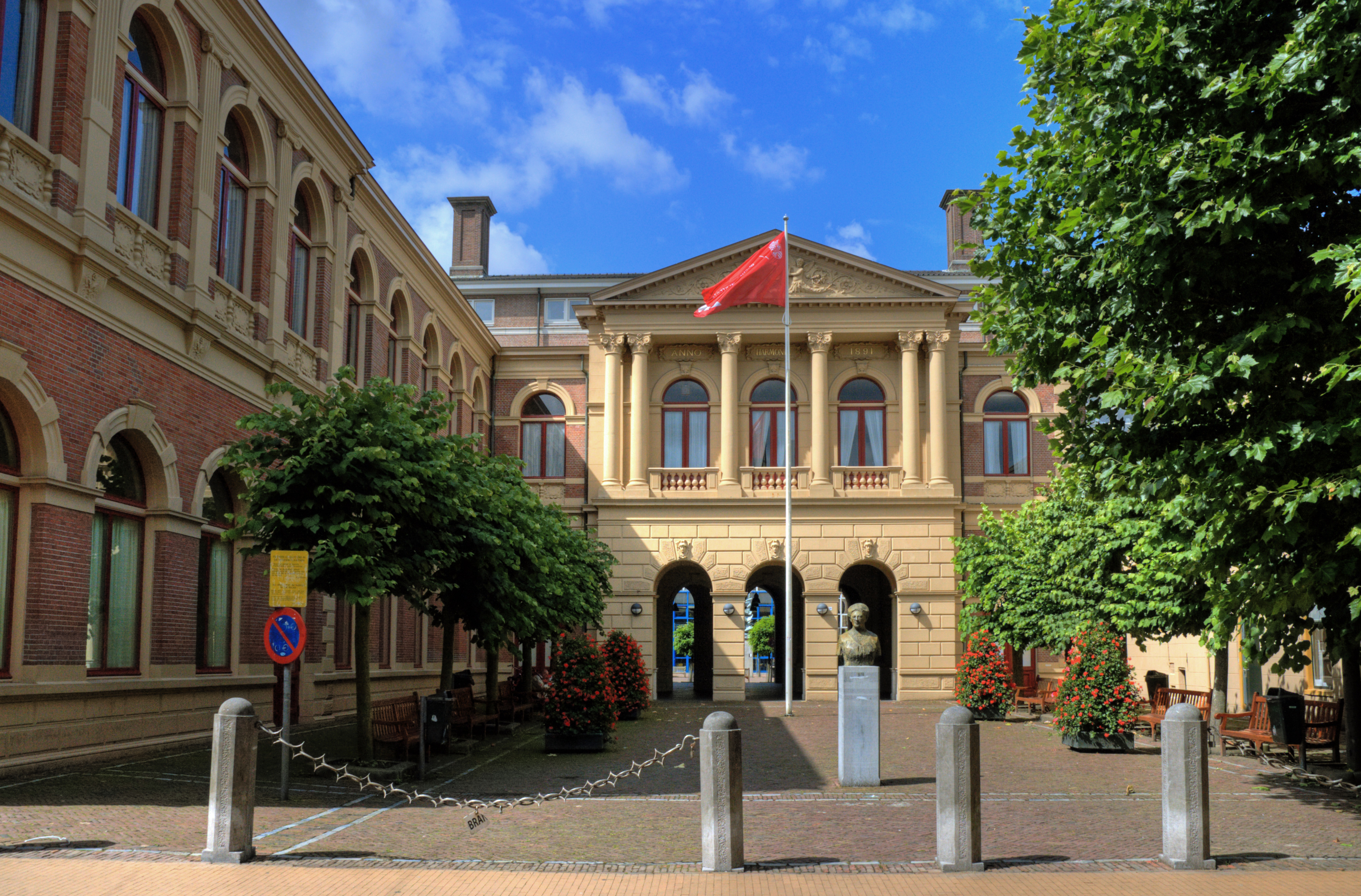
De Harmonie (foto 2009)

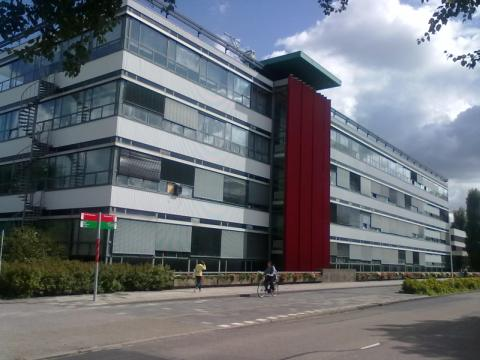
Technisch Fysisch Laboratorium (foto 2010)

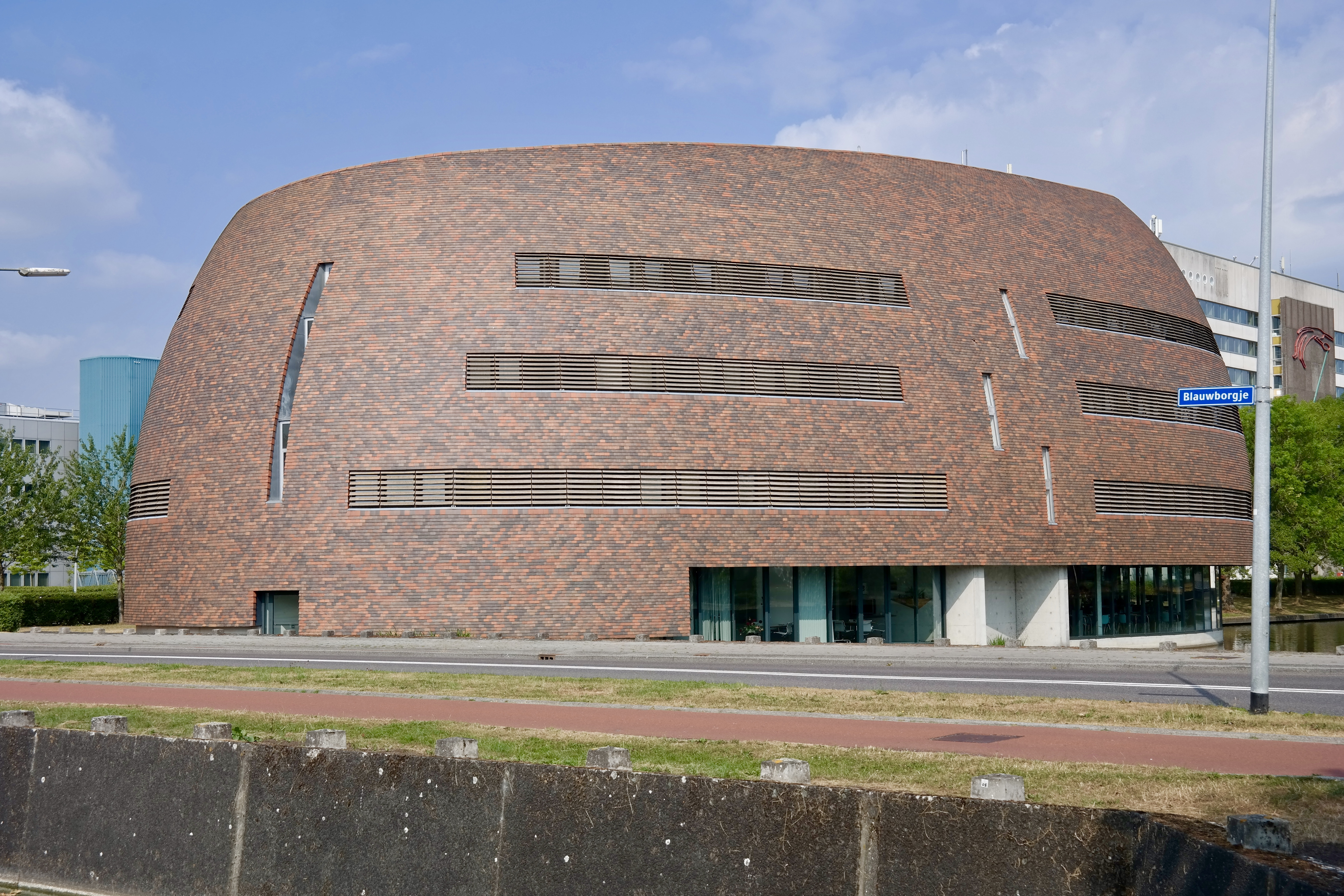
Het Donald Smits Centrum voor Informatie Technologie (ICT) op het Zernikecomplex (opgeleverd 2002, foto 2018)

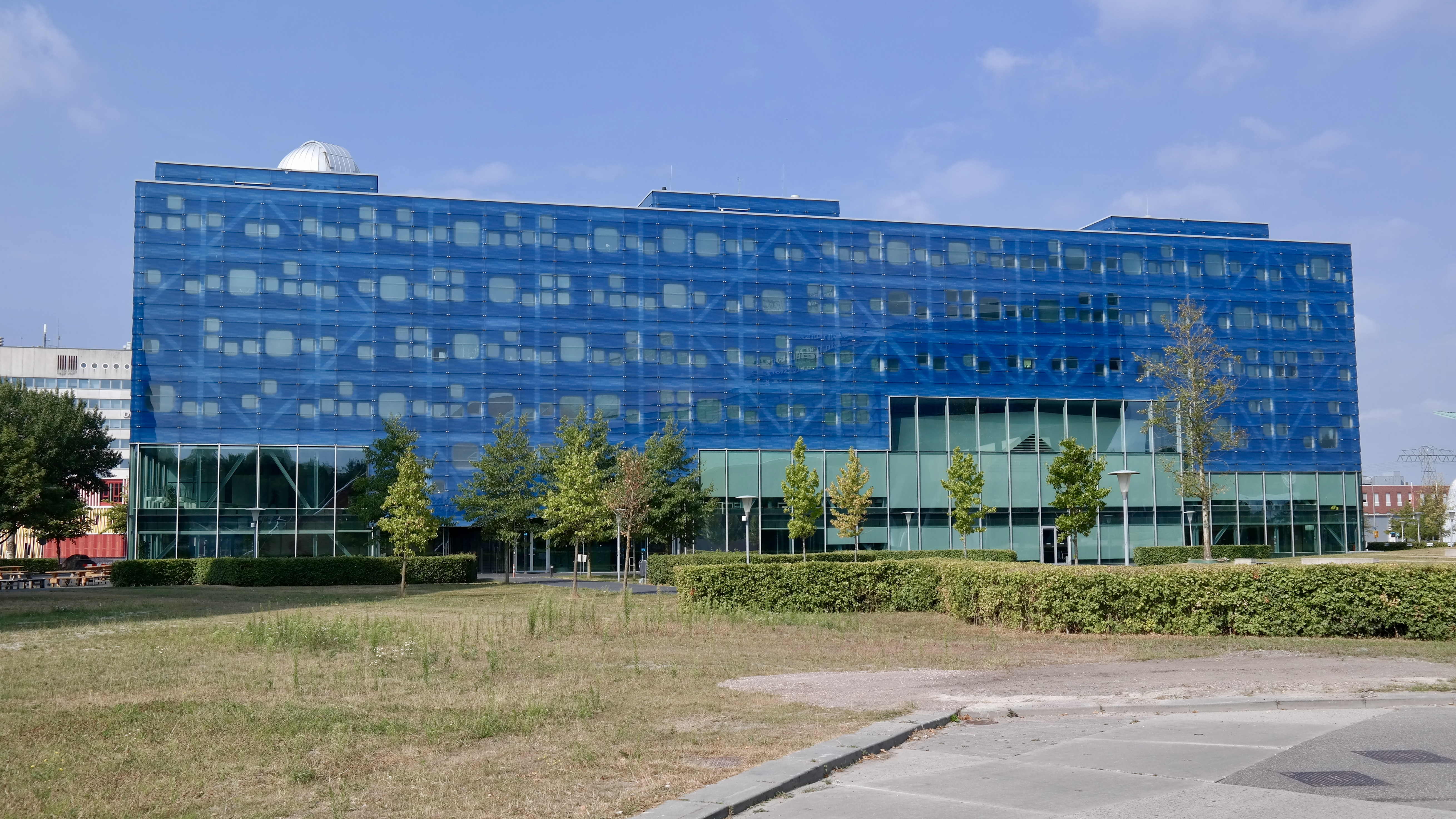
Bernoulliborg (oplevering en foto 2007)

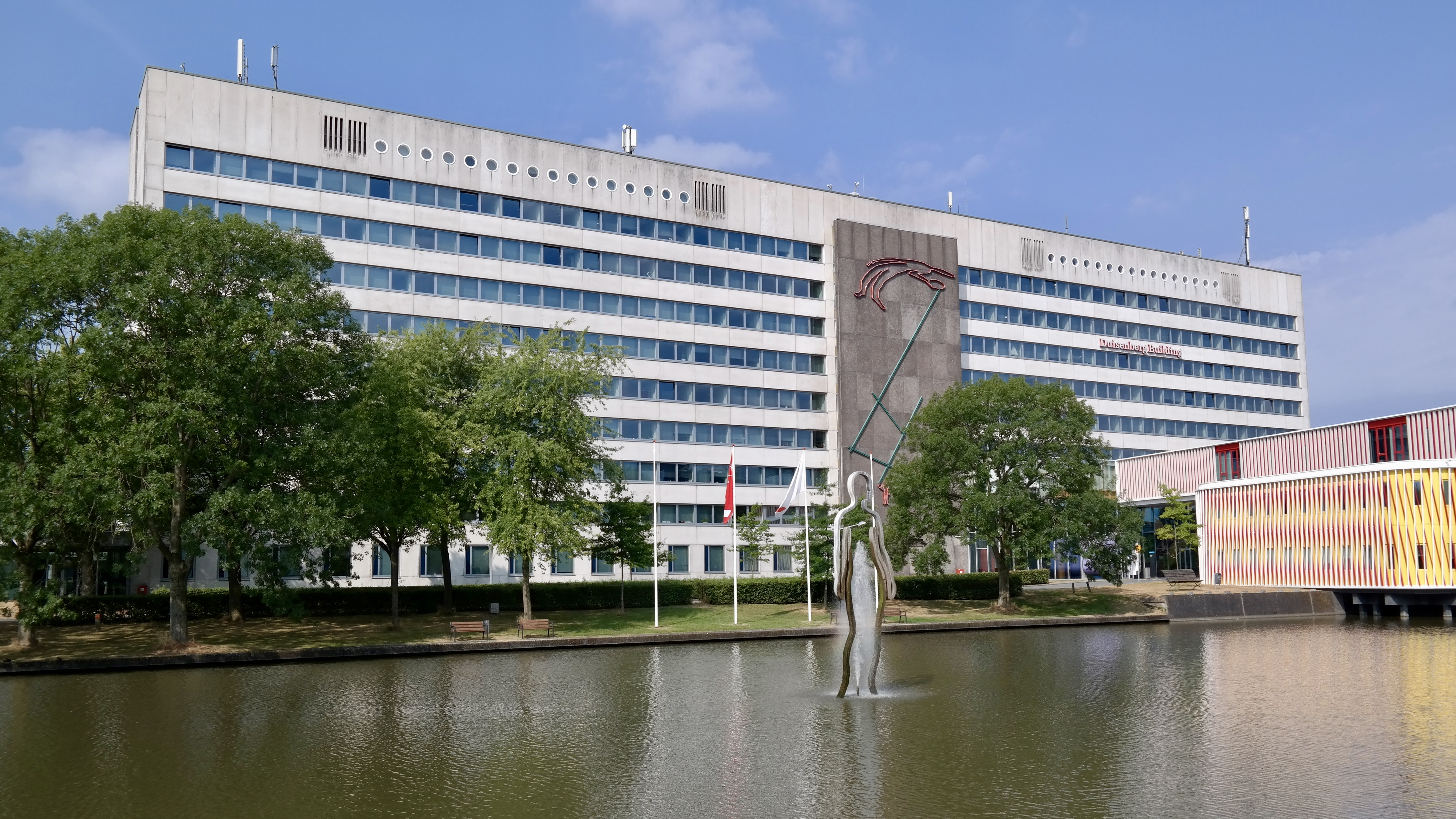
Duisenberg building (foto 2018)

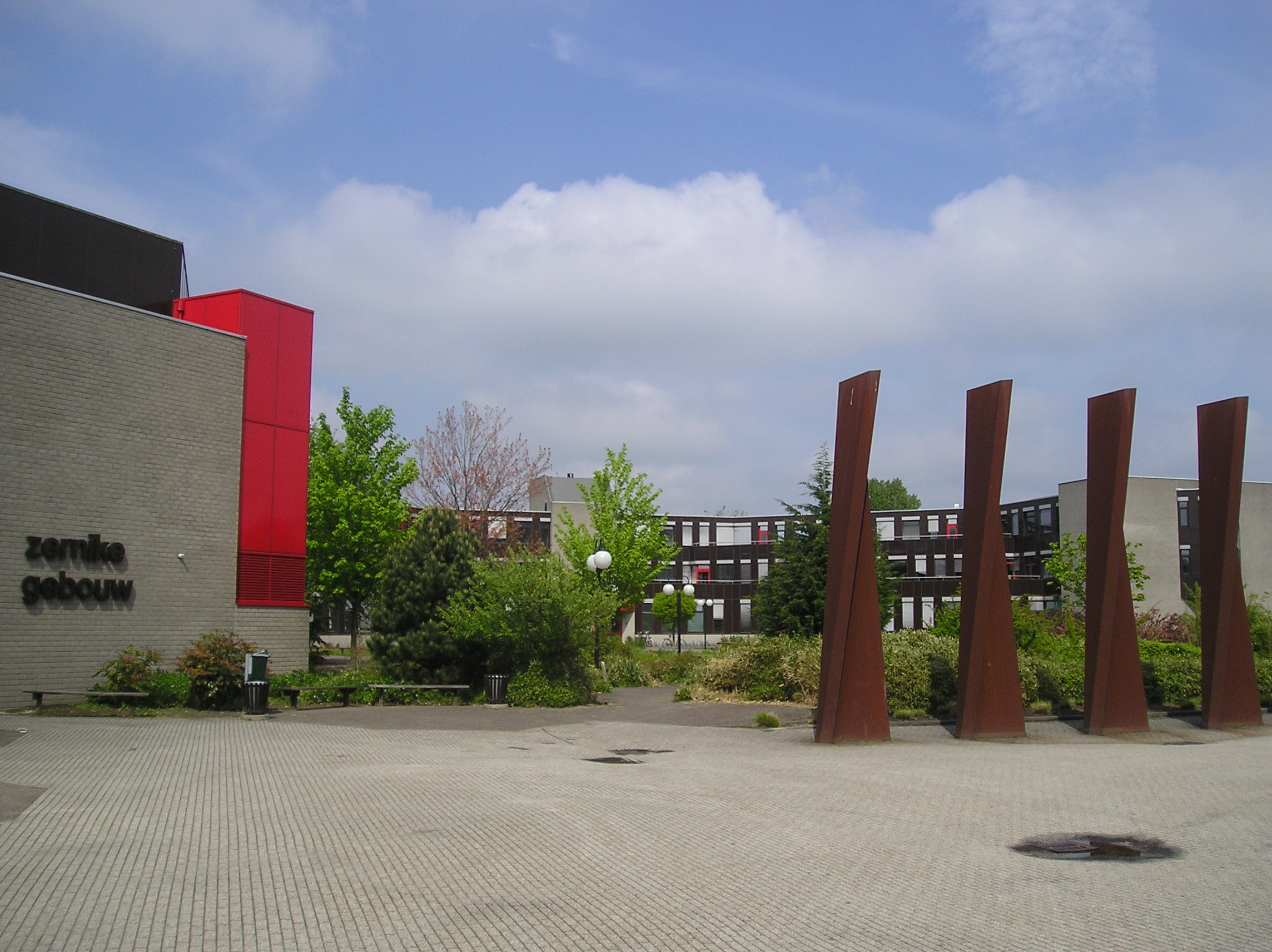
Kapteynborg (foto 2005)

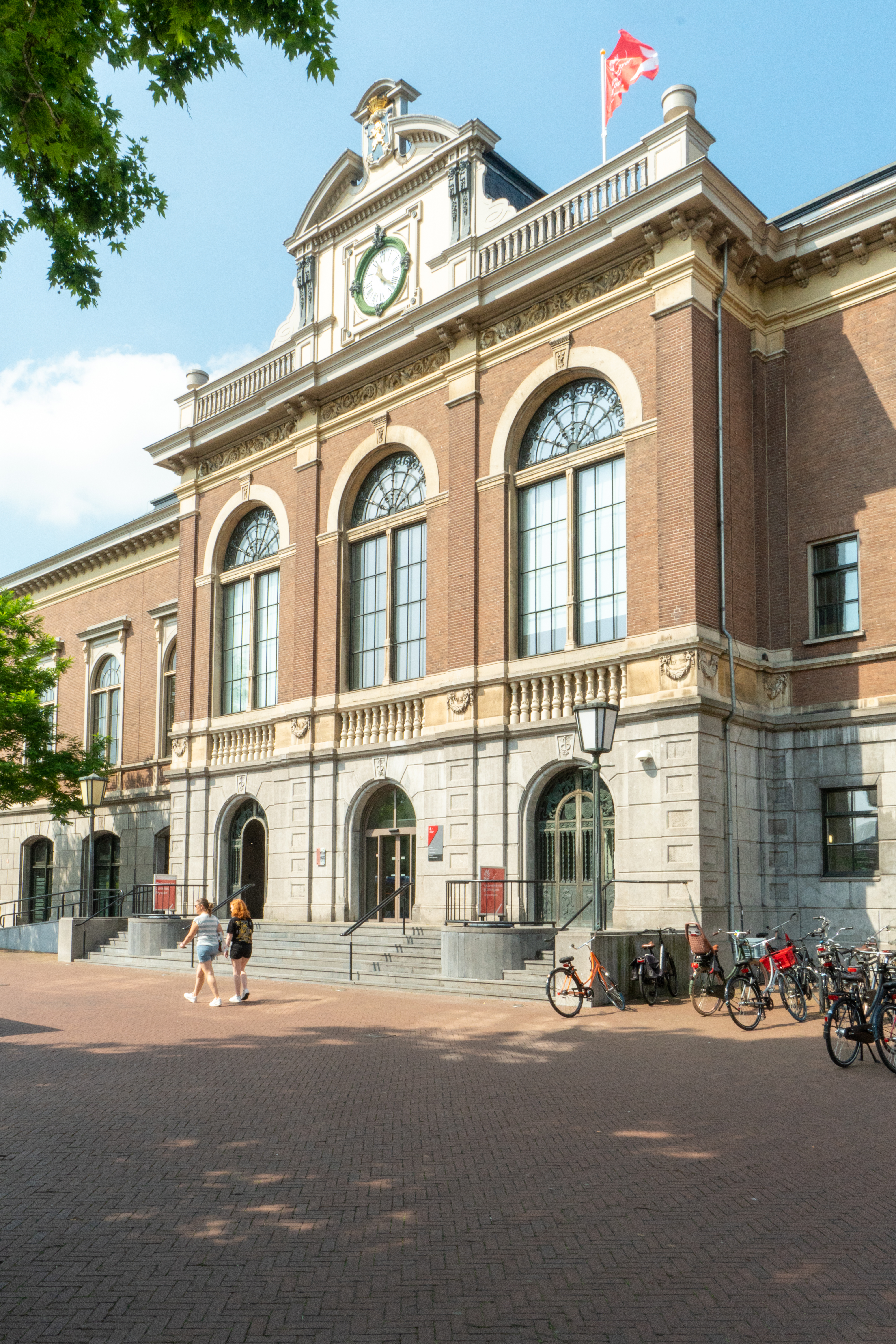
Beursgebouw Campus Fryslan

Bij de Rijksuniversiteit Groningen wordt fundamenteel wetenschappelijk onderzoek verricht dat soms wordt toegepast voor het oplossen van maatschappelijke en individuele vraagstukken. Universitaire speerpunten daarbij zijn energie, gezond ouder worden en de duurzame samenleving. Faculteiten hebben daarnaast eigen speerpunten. Bij verschillende faculteiten worden studenten actief betrokken bij het onderzoek.
Een deel van de onderzoeksgroepen van de RUG is multidisciplinair samengesteld omdat ontwikkelingen in de wetenschap vaak ontstaan op de raakvlakken van verschillende vakgebieden of omdat maatschappelijke vraagstukken daarom vragen. Ook neemt de RUG deel aan nationale en internationale onderzoeksprogramma's.

### Nobelprijzen
In 1953 kwam de RUG internationaal in het nieuws doordat 'haar' professor Frits Zernike de Nobelprijs voor de Natuurkunde won voor zijn uitvinding van de fasecontrastmicroscoop.
In 2016 ontving de Drents-Groningse chemicus Ben Feringa de Nobelprijs voor Scheikunde voor zijn werk aan moleculaire motoren.

### Onderzoeksinstituten
Religie, Cultuur en Maatschappij
- Centrum voor Religie en Erfgoed
- Qumran Instituut
- Centre voor Religion, Conflict and Globalization (CRCG)
- Institute of Indian Studies
- CRASIS: Cultuur, Religie Samenleving in de Grieks-Romeinse Oudheid
- Centre Religion, Health and Wellbeing

Letteren
- Center for Language and Cognition Groningen (CLCG)
- Groningen Institute of Archeology (GIA)
- Groningen Research Institute for the Study of Culture (ICOG)

Wijsbegeerte
- Ethiek, Sociale en Politieke filosofie
- Geschiedenis van de filosofie
- Theoretische filosofie

Gedrags- en maatschappijwetenschappen
- Heijmans Instituut (voor psychologisch onderzoek)
- Nieuwenhuis Instituut (Pedagogie and Onderwijs Wetenschappen)
- Het Gronings Centrum voor Sociaal-Wetenschappelijk Onderzoek (Sociologie)

Ruimtelijke wetenschappen
- Urban and Regional Studies Institute (URSI)
- Nederlands Interdisciplinair Demografisch Instituut (NIDI), onderzoeksinstituut van KNAW

Rechtsgeleerdheid
- Groningen Centre for Law and Governance (GCL)

Economie en bedrijfskunde
- FEB research institute

Technische en natuurwetenschappen
- Bernoulli Institute for Mathematics, Computer Science and Artificial Intelligence
- ENTEG - Engineering and Technology institute Groningen
- ESRIG - Energy and Sustainability Research Institute Groningen
- GBB - Groningen Biomolecular Sciences and Biotechnology Institute
- GELIFES - Groningen Institute for Evolutionary Life Sciences
- GRIP - Groningen Research Institute of Pharmacy
- ISEC - Institute for Science Education and Communication
- Kapteyn Astronomical Institute (Sterrenkunde en Astronomie)
- Stratingh Institute for Chemistry
- Van Swinderen Institute for Particle Physics and Gravity
- Zernike Institute for Advanced Materials (ZIAM)[38]

Medische wetenschappen
- Research Institute GUIDE: Chronic Diseases and Drug Exploration
- Research Institute Brain and Cognition: Behavioural and Cognitive Neurosciences
- Research Institute SHARE: Science in Healthy Ageing and healthcaRE
- Research Institute W.J. Kolff: Biomaterials
- Cancer Research Center Groningen (CRCG): Fundamental, Clinical and Translational Cancer Research

## Onderwijs

### Studies en studentenpopulatie

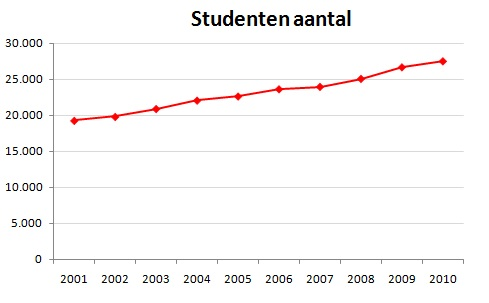
Groei van de studentenbevolking aan het begin van de 21e eeuw

De universiteit biedt 48 bacheloropleidingen (waarvan 29 in het Engels) en 167 masteropleidingen (waarvan 126 in het Engels) aan.
Opleidingen per faculteit zijn:
- Faculteit Economie en Bedrijfskunde: bedrijfskunde, international business, econometrie, economie en bedrijfseconomie, accountancy en controlling, business administration, MKB en ondernemerschap).[40]
- Faculteit Religie, Cultuur en Maatschappij: Theologie en Religiewetenschappen
- Faculteit Gedrags- en Maatschappijwetenschappen: Onderwijskunde, Pedagogische wetenschappen, Psychologie en Sociologie
- Faculteit der Letteren: Letteren, Taalwetenschap, Cultuurwetenschappen, Geschiedenis, Journalistiek, Archeologie, Communicatiewetenschap, Theaterwetenschappen, Europese Studies, Midden-Oostenstudies, Neerlandistiek, Noord-Amerikastudies, Oudheidstudies, Kunstgeschiedenis, Internationale betrekkingen[23]
- Faculteit Medische Wetenschappen: Bewegingswetenschappen, Geneeskunde, Tandheelkunde, onderdeel Universitair Medisch Centrum Groningen[41]
- Faculteit Rechtsgeleerdheid: Rechtsgeleerdheid, fiscaal recht, Internationaal- en Europees recht, IT-recht, juridische bestuurskunde, Nederlands recht, notarieel recht[24]
- Faculteit Ruimtelijke Wetenschappen: Ruimtelijke Wetenschappen, Sociale Geografie en Planologie, Technische planologie[25]
- Faculteit Wijsbegeerte: Filosofie
- Faculty of Science and Engineering: Technische Wiskunde, Biomedische Technologie, Life Science and Technology, Nanotechnologie, Wiskunde, Informatica, Biologie, Farmacie, Natuurkunde, Technische natuurkunde, Technische Bedrijfskunde, Scheikunde, Scheikundige technologie, Energie- en Milieuwetenschappen, Kunstmatige intelligentie en Sterrenkunde[27]
- University College Groningen: multidisciplinaire bacheloropleiding Liberal Arts and Sciences
- Campus Fryslân: multidisciplinaire master- en bacheloropleidingen: Global Responsibility & Leadership, Sustainable Entrepreneurship, Governance and Law in Digital Society, Tourism Geography and Planning, Multilingualism, Water Technology en Voice Technology.

Er studeerden per 1 oktober 2020 34.126 studenten aan de RUG, een stijging ten opzichte van 2019 (31.840 studenten). Voor de propedeusefase hadden zich per oktober 2020 7.192 (2019: 6355) nieuwe studenten ingeschreven. In 2019-2020 studeerden ongeveer 7500 buitenlandse studenten aan de RUG.

## Externe beoordelingen
De RUG streeft er naar haar internationale positie tot uiting te laten komen in de rangschikking van internationale universiteiten. Volgens de universiteit kan, uitgaande van de meest toonaangevende rangschikkingen, de Rijksuniversiteit Groningen, op het gebied van onderzoek, gerekend worden tot de wereldwijde top 100. Er zijn verschillende instanties die universiteiten wereldwijd met elkaar vergelijken op basis van diverse criteria. Zo is een veel aangehaalde rangschikking de Times Higher Education World University Rankings (THE), die de RUG in 2021 wereldwijd op plaats 80 zette. Volgens de THE Subject rankings van 2021 staat de RUG in 8 van de 11 onderscheiden wetenschapsgebieden in de top 100: Psychology (62), Law (72), Pre-clinical, clinical and health (83), Arts and humanities (72), Business and economics (83), Physical sciences (76) en Life sciences (77) en Social sciences (68). Ook in een aantal andere toonaangevende internationale ranglijsten staat de RUG vaak in de top 100 van beste universiteiten.
Ook bekend is de Academic Ranking of World Universities, een mondiale Top 500 die jaarlijks gepubliceerd wordt door de Shanghai Jiao Tong Universiteit. In deze ranking staat de RUG op plaats 69 (augustus 2020). Op verschillende andere ranglijsten, waarbij uiteenlopende criteria als duurzaamheid, carrièreperspectief of aantrekkelijkheid voor studenten zijn gebruikt, komt Groningen in de top 100 of 200 voor.
Binnen Nederland wordt Groningen onder meer door de volgende ranglijsten beoordeeld:
- In de Keuzegids Universiteiten staat de Rijksuniversiteit Groningen in de categorie ‘Brede Klassieke Universiteiten 2021’ op een gedeelde vierde plaats (van zes).[47] Tot de "topopleidingen" van Nederland (76 punten of meer) behoren de opleidingen Archeologie (93 punten), Minorities & Multilingualism (91), English Language and Culture (86), Global Responsibility and Leadership (86), Theologie (79), Religiewetenschappen (79) en Filosofie van een Bepaald wetenschapsgebied (75). Voor de master opleidingen staat de Rijksuniversiteit Groningen in de categorie Brede Klassieke Universiteiten op de eerste plaats.[48]
- In 2014 verrichtte het onafhankelijke Schotse onderzoeksbureau Biggar Economics, dat gespecialiseerd is in het duiden van de economische impact van kennis- en onderzoeksinstellingen, in opdracht van RUG en UMCG onderzoek naar de economische impact van RUG en UMCG. Het opgeleverde rapport concludeerde dat de Rijksuniversiteit Groningen tezamen met het Universitair Medisch Centrum Groningen (UMCG) zorgt voor ruim 12.500 fulltime banen en een jaaromzet van €1,4 miljard. De impact van RUG en UMCG op de economie van Noord-Nederland en Nederland als totaal is echter veel groter. Gezamenlijk zijn RUG en UMCG verantwoordelijk voor ruim 24.000 banen in Groningen, bijna 30.000 in de noordelijke provincies en ruim 60.000 banen in Nederland. Samen dragen RUG en UMCG jaarlijks €2,6 miljard bij aan de Noord-Nederlandse economie en €5,4 miljard aan de Nederlandse economie.[49][50]

## Studentenleven
Het studentenleven speelt zich onder andere af bij studie- en studenten(sport)verenigingen.
Zie voor een opsomming:
- Lijst van studieverenigingen[51][52]
- Lijst van studentengezelligheidsverenigingen[53]
- Lijst van confessionele studentenverenigingen
- Lijst van studentenmuziekverenigingen[54]
- Lijst van studentensportverenigingen[55]

## Bekende alumni en medewerkers
In de loop van haar bestaan heeft de RUG talenten voortgebracht van heel verschillende aard. Onder hen zijn de eerste daadwerkelijk afgestudeerde vrouwelijke student (Aletta Jacobs), de eerste vrouwelijke lector in Nederland (Marie Elise Loke, 1907), de eerste Nederlandse ruimtevaarder (Wubbo Ockels) en de eerste president van de Europese Centrale Bank (Wim Duisenberg). Naar deze laatste alumnus werden een gebouw en een leerstoel genoemd.

## Publicaties
- Klaas van Berkel: Universiteit van het Noorden. Vier eeuwen academisch leven in Groningen. Deel 1: De oude universiteit 1614-1876. Hilversum, Verloren, 2014. ISBN 978-90-8704-466-4
- Klaas van Berkel: Universiteit van het Noorden. Vier eeuwen academisch leven in Groningen. Deel 2: De klassieke universiteit 1876-1945. Hilversum, Verloren, 2017. ISBN 978-90-8704-681-1
- Jolanda Oosterheert: In vol ornaat. Vier eeuwen Groningse senaatsgalerij. Groningen, 2009. ISBN 9789077922576
- Universitair leven in Groningen 1614-1989. Professoren en studenten, boek en uitgeverij. Red. J. Kingma, W.R.H. Koops en F.R.H. Groningen, 1989. ISBN 90-367-0162-7
- R.E.O. Ekkart en J. Schuller tot Peursum-Meijer: Groninger academieportretten. Catalogus van de portretten in het Academiegebouw en de Bibliotheek der Rijksuniversiteit te Groningen. Groningen, 1978. Geen ISBN
- Historisch Genootschaap te Groningen: Album Studiosorum Academiae Groninganae. Boekdrukkerij B. Wolters, Groningen, 1915

## Trivia
- De Juridische faculteit van de RUG claimt een nog oudere geschiedenis dan 1614; er wordt al over het geven van colleges gesproken in 1596.[63]